# 黃鯽魚

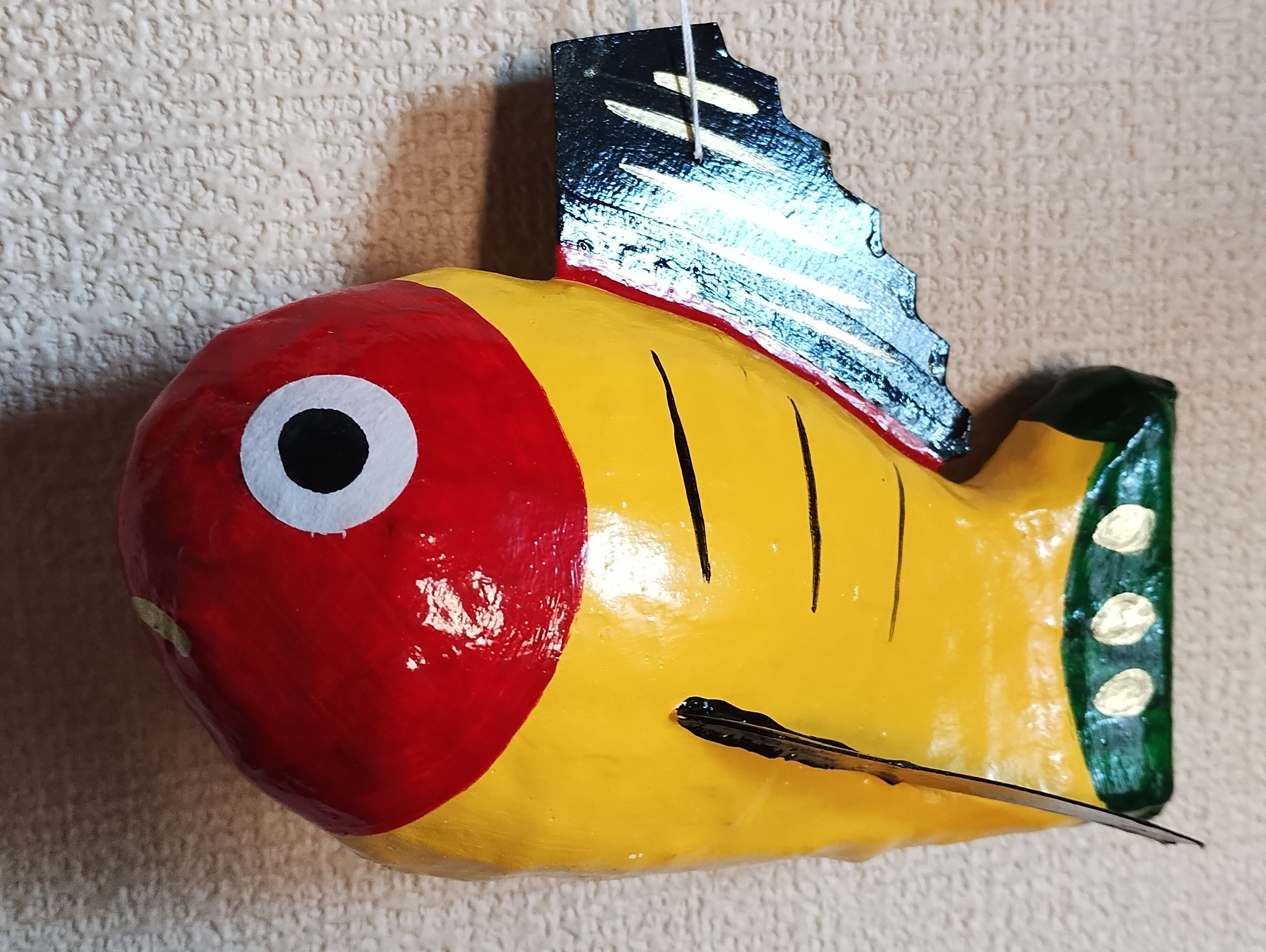
黃鯽魚粘土鈴

黃鯽魚是日本栃木縣宇都宮市的鄉土玩具。

## 简介
宇都宮市流傳一則傳說，稱「以前天花肆虐的時候，人們在市中心的田川釣到黄色的鯽魚，病人吃下後就痊癒了」。傳說中吃下黃鯽魚的人不會染病，不過黃鯽魚很難釣到，人們於是開始製作紙糊鯽魚，當作厭勝物，挂在正月時的屋簷下，或是供奉於神棚，逐漸成為習慣。紙糊的黃鯽魚通常挂在長約30cm的細竹竿上，紅頭黑鰭，黄身綠尾，色彩鮮艷。
宇都宮市南新町曾有不少農民以制作黃鯽魚為副業，但隨著時間流逝，傳承技術的只剩下2人，分別是西原町的浅川仁太郎（1906年1月30日生）及其二兒浅川俊夫（1945年12月25日生）。仁太郎去世後，人們擔心黃鯽魚就此消失，建議加工乾瓢及瓢瓜（瓠子的果實）的小川昌信繼承技術，小川聽從，並推出各種商品，不止於紙糊黃鯽魚。小川開的店名為「瓢洞」（ふくべ洞），位於宇都宮市大通2-4-8。
制作步驟大致如下：首先向黃鯽魚木架糊上和紙，乾燥1日半左右。然後切開黃鯽魚腹部，取出木架，在切口糊上紙。接著用膠接上黃鯽魚的鰭，乾燥半日左右後整理鰭形。跟著塗上胡粉，乾燥半日左右。最後用紅、黄等顏色的繪具上色。
每年1月11日開市時，上河原的初市会場及宇都宮二荒山神社的参道均會售賣黃鯽魚。此外，宇都宮市内的物產店亦有銷售。市場上出售的一般是紙糊或土鈴版，也有挂件、鑰匙圈、獵帽等衍生產品。另有黃鯽魚樣式的最中、当地Kitty及日本酒品牌。

## 新型冠狀病毒

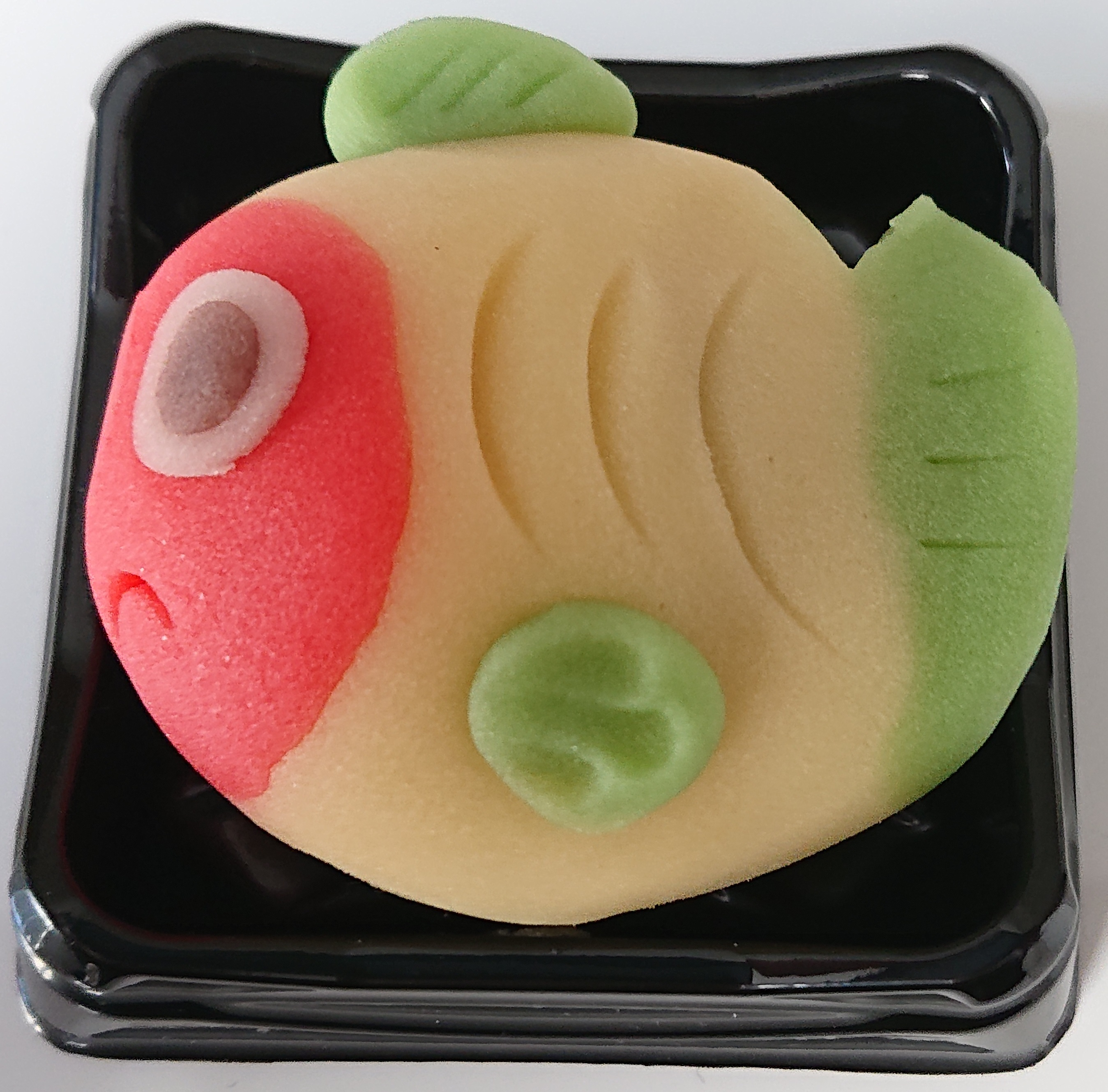
因應疫情製作的黃鯽魚

2020年的2019冠狀病毒病日本疫情期間，妖怪Amabie在社交網絡服務（SNS）上成為流行事物，黃鯽魚則在宇都宮市吸引了不少關注。有人按傳統在玄關處挂上黃鯽魚，祈求無病無災，有人購買黃鯽魚商品，有人在SNS上發起「黄鯽魚運動」，有人製作黃鯽魚護身符送給医療人員，另有商戶售賣新繪上黃鯽魚的T裇。黄鯽魚運動參與者在SNS上透過「#黄鯽魚運動」（#黄ぶな運動）主題標籤，發放健康管理相關資訊、食肆外賣資訊、新型冠狀病毒相關補助金制度資訊、活動取消及延期等各類資訊，亦有參與者在SNS上發布黃鯽魚插畫。
為防用戶長時間留在圖書館，增加傳染風險，宇都宮市立南圖書館職員將挑選的推薦書籍製成套裝，命名為「黃鯽魚書!」（きぶなぶっく!），然而圖書館不久後即被迫臨時關閉。隨著黃鯽魚關注度增加，不少人開始關注圖書館收藏的立松和平著繪本《黄鯽魚物語》。由於借書服務停止，南圖書館改為在網上發放《黄鯽魚物語》朗讀影片，由電影導演安孫子亘拍攝。

## 脚注
1. 1 2 3 4 5  柏村 2020，第166頁.
2. 1 2 3 4 5  . 下野新聞. 2020-04-05  [2020-04-27]. （原始内容存档于2021-02-11）.
3. 1 2 3 4 5 6 7 8  渡辺佳奈子. . 每日新聞. 2020-04-24  [2020-04-27]. （原始内容存档于2021-01-20）.
4. ↑  柏村 2020，第166-167頁.
5. 1 2 3  . 下野新聞. 2020-04-19  [2020-04-27]. （原始内容存档于2021-04-28）.
6. 1 2  柏村 2020，第167頁.
7. ↑  宇都宮市教育委員会.  (PDF). 1980-03.[]
8. ↑  . 下野新聞. 2020-04-26  [2020-04-27]. （原始内容存档于2020-12-05）.
9. ↑  . 宇都宮市立南圖書館. 2020-03-31  [2020-04-27]. （原始内容存档于2020-04-27）.
10. 1 2 3  . 下野新聞. 2020-04-19  [2020-04-27]. （原始内容存档于2021-01-24）.
11. ↑  原田拓哉. . 東京新聞. 2020-04-27  [2020-04-27]. （原始内容存档于2020-04-27）.